# Chauliodoniscus coronatus
Chauliodoniscus coronatus is een pissebed uit de familie Haploniscidae. De wetenschappelijke naam van de soort is voor het eerst geldig gepubliceerd in 2005 door Leese & Nils Brenke.